# Morro de Toix
El morro de Toix es un cabo de la costa mediterránea de la Comunidad Valenciana entre las localidades de Calpe y Altea (Alicante, España).
Situado al norte de la bahía de Altea y sur de la bahía de Calpe, el morro de Toix constituye la terminación en el mar de la sierra de Bernia. Geológicamente se corresponde al plano de una falla que forma parte de un conjunto de fracturas que rompen la sierra de Bernia en su parte oriental. Los acantilados, con cerca de 200 metros sobre el mar suponen un sector de costa alta, con calas pedregosas y cuevas de erosión batidas por el oleaje incesante. En la vertiente que da a la bahía de Altea se hallan restos de antiguas pesquerías. Según el Plan General de Ordenación Urbana de Calpe es un espacio no urbanizable de especial protección, aunque la vertiente que da a la bahía de Calpe es mayoritariamente de suelo urbano.
La Orden de 13 de junio de 2001, DOCV de 7 de agosto de 2001 de la Consejería de Medio ambiente delimita la microreserva de flora del Morro de Toix.  
Especies prioritarias: Asperula paui subsp. dianensis, Sarcocapnos saetabensis, Silene hifacensis, Scabiosa saxatilis subsp. saxatilis y Teucrium buxifolium subsp. hifacense. 
El paso del Mascarat se encuentra cerca.